# Bramall Lane
Bramall Lane este un stadion de fotbal din Sheffield, South Yorkshire, Anglia. Este locul unde joacă meciurile de pe teren propriu echipa Sheffield United. Fiind cel mai mare stadion din Sheffield în secolul al XIX-lea, acesta a găzduit majoritatea meciurilor cele mai importante ale orașului, inclusiv finala primului turneu de fotbal din lume și mai multe meciuri între cluburile de fotbal din Sheffield și Londra care au dus la unificarea regulilor de joc. A fost folosit și de Sheffield Wednesday și Sheffield F.C. pentru meciurile importante. Este cel mai vechi stadion important din lume care încă mai găzduiește meciuri de fotbal pentru echipe profesioniste.